# 3802-es busz
A 3802-es jelzésű autóbuszvonal egy Encs és Abaújdevecser között közlekedő helyi járat, amelyet a Volánbusz Zrt. üzemeltet tanítási napokon.

## Útvonala
Encs autóbusz állomásáról indul. A 3-as főút irányába fordul, majd az M30-as autópályát keresztezve a Forró határában található körforgalomban az egykori község, Abaújdevecser felé hajt. A városrészben az autóbusz-fordulóig közlekedik.
Indításszáma alacsony, csak 1-2 közlekedik. Más vonalak is kiszolgálják a települést, de a 3802-es afféle helyi járati jelleggel, 5 kilométeren. Ellentétes irányban útvonala változatlan.

## Közlekedése
| Indulási helyszín | Érkezési helyszín         | Indításszáma    | Közlekedése      |
| ----------------- | ------------------------- | --------------- | ---------------- |
| Encs, aut. áll.   | Abaújdevecser, aut. ford. | 1 oda, 2 vissza | tanítási napokon |

## Megállóhelyei
| 0                                            | Encs, autóbusz-állomás végállomás          | 0 | 0.0 km | 3720, 3722, 3723, 3728, 3801, 3803, 3804, 3806, 3808, 3809, 3810, 3811, 3812, 3815, 3816, 3819, 3821, 3824 Forró-Encs [90.] |
| Csak az ellentétes irányból érkezők érintik. |                                            |   |        | |
| ∫                                            | Encs, iskola                               | ∫ | ∫      | 3720, 3722, 3723, 3728, 3803, 3804, 3806, 3808, 3809, 3810, 3811, 3812, 3815, 3816, 3819, 3821, 3824, 3868                  |
| 1                                            | Encs, gimnázium                            | 3 | 1.3 km | 3720, 3722, 3723, 3728, 3804, 3811, 3812, 3815, 3816, 3819, 3821                                                            |
| 2                                            | Encsi elágazás                             | 4 | 1.9 km | 3720, 3722, 3723, 3728, 3811, 3812, 3815, 3816                                                                              |
| 3                                            | Abaújdevecser, bejárati út                 | 7 | 3.2 km | 3722, 3815, 3816 |
| 4                                            | Abaújdevecser, Kossuth utca                | 8 | 3.6 km | 3722, 3815, 3816 |
| 5                                            | Abaújdevecser, autóbusz-forduló végállomás | 9 | 4.6 km | 3722, 3815, 3816 |